# Traqueobionts
Les plantes vasculars, cormòfits o traqueobionts (Tracheobionta) són un subregne de les plantes que tenen teixits especialitzats per a conduir l'aigua. Aquest fet els permet créixer molt més que els briòfits que, com que no tenen teixits conductors, han de transmetre els nutrients per difusió, cèl·lula a cèl·lula, i això els impedeix de créixer més d'uns pocs centímetres. Els noms científics correctes per al grup inclouen Tracheophyta i Traqueobiont, però aquests dos noms són poc utilitzats en la literatura científica.
Dins dels cormòfits hi trobem dos grans grups: els pteridòfits i els espermatòfits. Cal, doncs, no confondre els avantatges que aporta l'aparició de llavors als espermatòfits amb els quals aporta l'aparició de teixits vegetals als cormòfits; els teixits permeten una diversificació de les activitats cel·lulars, però no independitzen les plantes del medi aquós (els pteridòfits encara necessiten l'aigua per a poder produir la fecundació dels gàmetes).
En aquest grup, el cicle biològic principal és el de l'esporòfit que té una estructura de corm diferenciant-se clarament una tija amb una organització interna de vasos conductors de saba que rep el nom genèric d'estela. El transport de l'aigua és a través del xilema i del floema que forma part de l'anomenat sistema conductor.

## Evolució
Les darreres dades indiquen que els cormòfits poden provenir de cloròfits marins amb dels ordres Charales o Coleochaetales. El registre fòssil ens indica que els primers cormòfits coneguts són del període Devonià de fa uns 500 milions d'anys.
Els cormòfits van tenir la capacitat d'adaptar-se a la vida en medi terrestre, gràcies a l'adquisició de determinades capacitats i amb el desenvolupament, sobretot, de teixits i òrgans que els permeten de controlar la seva economia hídrica (balanç d'entrades i sortides d'aigua) i, en conseqüència, de mantenir força estable el grau d'hidratació del citoplasma cel·lular, independentment de la humitat exterior. Aquesta capacitat s'expressa qualificant els cormòfits d'organismes homeohidres. El grau d'hidratació del seu citoplasma es mou a l'entorn del 98-99% (en casos extrems entre un 70-75% en alguns xeròfits), però si el grau d'hidratació baixa més enllà d'un límit, les plantes vasculars es marceixen irremeiablement (punt de marciment permanent) i moren. Només les llavors i algunes plantes com l'orella d'os (Ramonda myconi), poden entrar en estat de latència.
Els homeohidres s'oposen als vegetals terrestres poiquilohidres (briòfits, fongs i algunes algues), atès que el grau d'humitat citoplasmàtic dels quals oscil·la fortament en consonància amb les condicions ambientals. Aquests vegetals, que no tenen corm (i les cèl·lules dels quals són petites, amb el vacuoma (conjunt de vacúols d'una cèl·lula) poc important i sovint amb tanins), poden, per contra, resistir llargs períodes de forta dessecació en estat de vida latent. Algunes plantes vasculars, com l'orella d'os, capaces de resistir també dessecacions intenses sense morir han esdevingut evolutivament com secundàriament poiquilohidres.

## Principals línies evolutives
De les plantes superiors que coneixem (actuals i fòssils), i des del punt de vista filogenètic, es creu que els cormòfits comprenen sis grans línies principals, reunides, a la vegada en dos grups més genèrics.
- Pteridòfits: sent aquest un grup molt heterogeni i possiblement polifilètic, o parafilètic. Dins d'aquesta divisió, les cinc línies evolutives es poden considerar cadascuna una classe.

- Rhynia i afins. Tots extints i apareguts durant el Devonià. Eren vegetals simples estructuralment, sense fulles i isosporis.
- Psilotum i afins. Actuals però estructuralment molt simples.
- Licopodis i afins. Des del Carbonífer fins a l'actualitat i força diversos pel que fa al cicle biològic.
- Equisets i similars. Des del Carbonífer fins a l'actualitat, amb aparell vegetatiu força particular.
- Falgueres i afins. Des del Carbonífer fins ara.

- Espermatòfits: des del punt de vista filogenètic és un grup monofilètic. Plantes amb llavor. Des del Carbonífer, gran expansió a partir del Triàsic; molt diversos estructuralment, però tots amb primordi seminal i, conseqüentment, llavor.

## Èxit evolutiu
La condició d'homeohidre (homeohídria) deriva sobretot de l'organització i el funcionament de cèl·lules, teixits i òrgans. Cal citar com a trets principals:
- Cèl·lules amb grans vacúols, que impliquen una mena de “medi intern aquós” i que actua d'amortidor entre l'aigua externa i la del citoplasma. L'aigua és responsable de la turgència cel·lular i, en últim terme, dona forma i consistència als òrgans tendres de les plantes i fa possible un metabolisme actiu.
- El teixit absorbent de l'arrel permet absorbir aigua del sòl.
- Els vasos conductors condueixen l'aigua a tota la planta.
- Els teixits aïllants impermeabilitzen externament la planta per a evitar pèrdues d'aigua, sense impedir els intercanvis de gasos.
- Els teixits mecànics donen consistència al corm per tal que pugui sostenir-se adequadament, per bé que són innecessaris en medi aquàtic.

## Diversitat
Els cormòfits estan molt estesos per tots els continents (fins i tot dins el mar). A terra creixen tant en ambients plujosos com en indrets àrids, en sòls profunds, en escletxes de roca i des de vora l'aigua, fins a les altes muntanyes no cobertes de glaç. En consonància amb això, tija, rel i fulles modifiquen les seves formes (metamorfosis) i adquireixen funcions particulars (adaptacions convergents). Tot plegat fa que els cormòfits presentin una gran diversitat morfològica, paral·lela a una diversitat ecològica notable i, de vegades, a adaptacions fisiològiques molt especials.

## Origen dels cormòfits

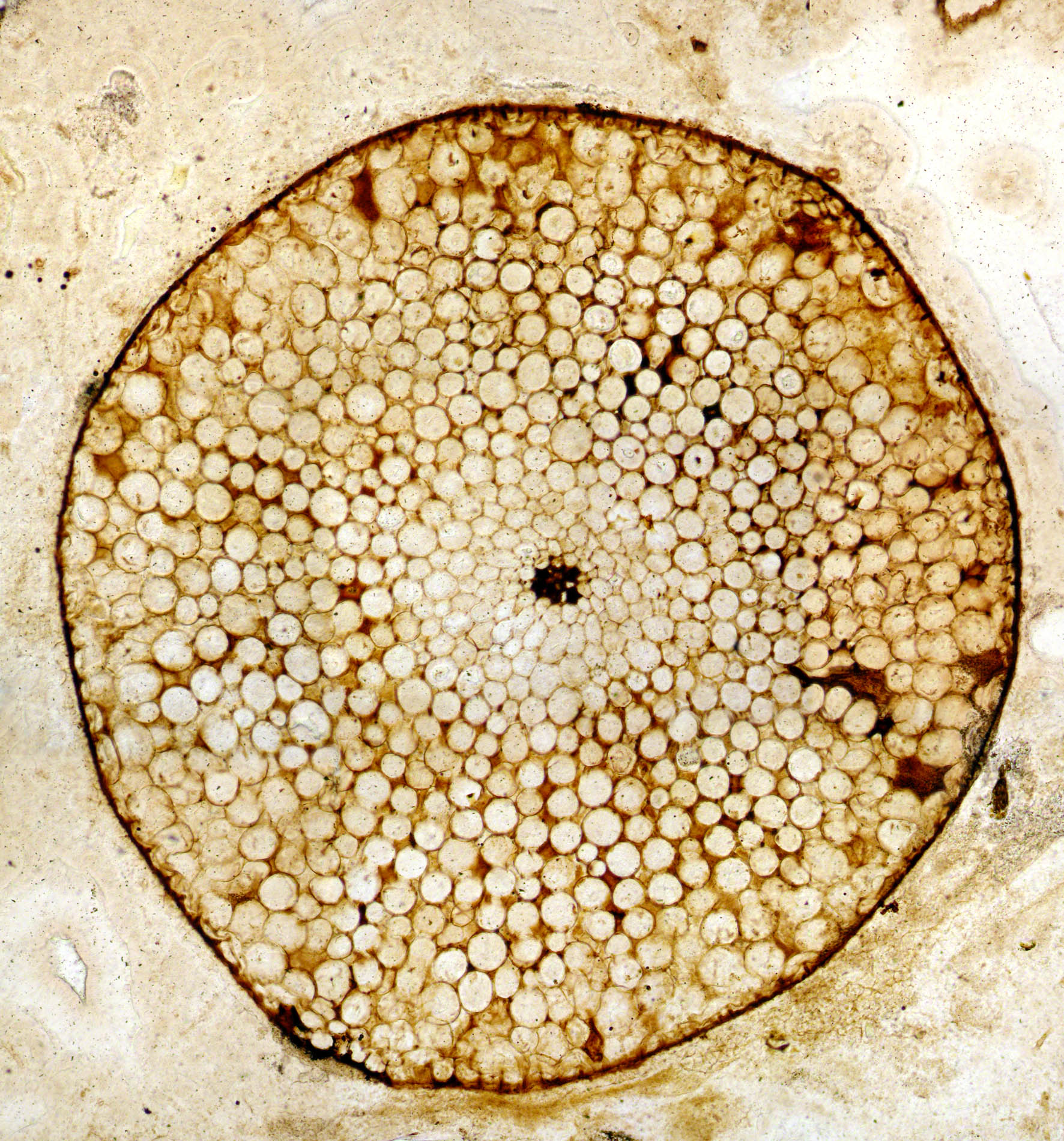
Tall tranversal del fòssil Rhynia

Les últimes evidències porten a postular que algues verdes, briòfits i plantes vasculars formen una gran línia filogenètica, ja que mostren força coincidències bàsiques: pigments fotosintètics, polisacàrid de reserva (midó) i existència de cel·lulosa a la paret cel·lular. Probablement, els cormòfits es van originar a partir d'una alga verda del tipus de les Charales, en una època climàticament favorable (clima càlid i humit i baixa radiació ultraviolada). Els primers cormòfits documentats són Rhynia i Cooksonia d'uns 410 milions d'anys d'antiguitat (final del Silurià). Se sospita, doncs, que els cormòfits es van originar fa uns 450 o 500 milions d'anys.

## Sistemàtica
Malgrat que des del punt de vista sistemàtic no hi ha un total consens, el cert és que la majoria de botànics fanerogamistes experts en sistemàtica vegetal segueixen mantenint-se dins la taxonomia clàssica (vegeu els projectes mundials Catalogue of life: Species 2000 and the Integrated Taxonomic Information System (ITIS)i Global Biodiversity Information (GBIF)) enfront dels més moderns, però canviants i incomplets del projecte Tree of Life. La sistemàtica següent és la més consensuada en l'actualitat: 
- Plantes vasculars amb espores
  - Equisetophyta ~ cua de cavall
  - Lycopodiophyta ~ licopodis
  - Psilotophyta ~ falgueres (grup arcaic)
  - Pteridophyta ~ falgueres

- Plantes vasculars amb llavors - Superdivisió Spermatophyta
  - Pinophyta ~ coníferes i araucàries
  - Cycadophyta ~ ciques
  - Ginkgophyta ~ ginkgos
  - Gnetophyta ~ gnetòfits
  - Magnoliophyta ~ plantes amb flors

## El cicle biològic
En les plantes vasculars, el cicle biològic és bàsicament el mateix per a tots els grups i sempre hi ha una alternança de generacions, amb predomini de l'esporòfit, el qual té estructura cormofítica, mentre que el gametòfit és d'estructura tal·lofítica. A la vegada, també hi ha alternança de fases nuclears (diploide/haploide) i de tipus de reproducció (sexual/asexual).
Des del punt de vista evolutiu, l'alternança de dos individus diferents comporta la possibilitat de dues estratègies biològiques ben diferenciades: per un costat un esporòfit amb gran capacitat de supervivència, colonització, disseminació i, per l'altra, un gametòfit que optimitza al màxim la reproducció sexual. El fet que l'organisme adaptat al medi terrestre sigui precisament el de fase diploide, ha implicat una major plasticitat i més possibilitats en el procés de l'evolució adaptativa.
Generalment, són descrits cinc nivells de cicles biològics que, de manera incremental quant a complexitat, estan progressivament més adaptats al medi terrestre. Aquest són:
1. Els pteridòfits tipus isosporis, amb gran producció d'espores. Aquest cicle té una fecundació encara lligada a l'aigua. El tenen pteridòfits de diversos grups (algunes falgueres, i els gèneres Lycopodium i Equisetum, entre altres).
2. Els pteridòfits tipus heterosporis, amb diferenciació sexual dels esporangis (megasporangis i microsporangis), les espores (megàspores, grosses i poc nombroses, i micròspores, petites i molt nombroses) i els gametòfits (megaprotal·lus i microprotal·lus). La fecundació depèn, també, de la presència d'aigua. Es presenta en les falgueres i el gènere Selaginella, entre d'altres.

Pel que fa als espermatòfits, tots són heterosporis. El gametòfit femení o sac embrionari (i amb ell el megasporangi i la megàspora) depèn de l'esporòfit i es troba tancat dins d'uns teguments formats per aquest. Els teguments i el megasporangi, amb una sola megàspora, formen l'anomenat primordi seminal, que ve a ser la unitat funcional de les plantes superiors. Del primordi seminal se'n deriva finalment la llavor que esdevé l'òrgan de disseminació, de manera que substitueix les espores de les criptògames i la megàspora dels pteridòfits heterosporis.
1. Les gimnospermes primitives, tenen una micròspora (o gra de pol·len) que formarà un tub pol·línic fixador i produeix espermatozoides. Un d'aquests espermatozoides s'uneix amb una ovocèl·lula per formar el zigot, que es transformarà en un embrió (fecundació simple). Després de la fecundació, el primordi seminal és dispersat, però en aquest cas l'embrió no entra en dormició motiu pel qual se la considera una llavor "primitiva". Apareixen unes flors rudimentàries amb una mena de carpels i estams. Formen aquest tipus gimnospermes primitives com els Ginkgo i les Cycas.
2. Les gimnospermes avançades, amb fecundació mitjançant cèl·lules (o nuclis) espermàtiques, conduïdes fins als arquegonis del megaprotal·lus per un tub pol·línic transportador (amb sifonogàmia). Després de la fecundació (també simple), el primordi seminal madura i l'embrió entra en dormició (llavor "veritable"). Apareix un endosperma primari. Tenen aquesta mena de cicle la major part de les gimnospermes actuals.
3. Les angiospermes, disposen d'un carpel tancat o pistil com a òrgan de protecció dels primordis seminals. El pistil comprèn típicament un estigma, preparat per a rebre, filtrar i facilitar el creixement dels tubs pol·línics. Apareixen l'anomenada doble fecundació (els dos nuclis espermàtics són funcionals) i l'endosperma secundari que és un teixit 3n de reserva format de nou a partir de la unió d'un nucli espermàtic amb el nucli secundari del sac embrionari. A partir del pistil es forma un fruit que pot ser transportat per animals a llargues distàncies, o bé obrir-se per lliurar les llavors que conté.

Per norma general, al llarg d'aquests cinc nivells evolutius, els gametòfits perden autonomia i es fan progressivament petits (es redueixen a poques cèl·lules, i a la pràctica deixen d'existir com a individus) i es concentren en la reproducció sexual; les espores perden la missió de disseminació i de resistència. És especialment significativa l'aparició del primordi seminal i de la llavor, que representa l'encavalcament de dues generacions, 2n i n. Tot plegat fa que, al final, es dissemina un embrió en fase latent i amb reserves noves.
A més, aquests cinc nivells corresponen a tres modificacions adaptatives. Dos d'aquests passos (heterospòria i desaparició dels espermatozoides) s'han donat més d'un cop en l'evolució, paral·lelament en organismes no emparentats, i per això no delimiten grups filogenètics, sinó només nivells adaptatius (pteridòfits isosporis en contrast amb els heterosporis; gimnospermes primitives en contrast amb les derivades). El darrer pas evolutiu, l'aparició del primordi seminal, de la llavor, del pistil i el fruit, s'han donat un sol cop en l'evolució i, per això, delimiten grups amb sentit sistemàtic, suposadament monofilètics: els espermatòfits i magnoliofitins.